# Unbelievable
Unbelievable – drugi album studyjny niemieckiej wokalistki pop Sarah Connor wydany 30 września 2002 w krajach niemieckojęzycznych oraz 4 października 2002 w Polsce nakładem wytwórni Sony Music.

## Informacje o albumie
Prace nad wydawnictwem wokalistka rozpoczęła w roku 2002, kilka miesięcy po wydaniu na rynki muzyczne debiutanckiego krążka artystki Green Eyed Soul. Przy tworzeniu materiału na album, Connor po raz pierwszy wspomagało grono znanych i cenionych producentów oraz autorów tekstów piosenek. Jedną z osób mających wkład w kompozycje na wydawnictwo była Diane Warren.

"George Glueck (przedstawiciel wytwórni płytowej Connor) zaprosił mnie do studia i zaprezentował piosenkę, po czym powiedział 'więc, podoba Ci się? Została stworzona przez Diane – dla Ciebie!' Zaniemówiłam, byłam naprawdę poruszona – i troszeczkę dumna. Diane Warren napisała utwór dla mnie! Byłam naprawdę wielkim fanem twórczości Diane od lat, a George o tym wiedział. Wysłał Diane mój pierwszy album, a ona spontanicznie się zgodziła mówiąc 'tak – to będzie dla mnie przyjemność'."

## Produkcja
Przy produkcji Unbelievable wokalistkę wspomagali stali współpracownicy, Kay Denar i Rob Tyger, którzy mieli swój wkład autorski oraz producencki w większość utworów umieszczonych na krążku. Producentem, który miał okazję współpracować z artystką przy okazji debiutanckiego krążka był Bülent Aris, twórca dwóch piosenek – „That's the Way I Am” i „Beautiful”. Przy produkcji, po raz pierwszy Connor wspomagali światowej sławy producenci oraz twórcy tekstów muzycznych. Wyclef Jean, wokalista znany ze współpracy z Whitney Houston, U2, Mary J Blige, czy Destiny’s Child, stał się producentem pierwszego singla promującego krążka „One Nite Stand (of Wolves and Sheep)”, gdzie gościnnie użyczył również swojego wokalu. „I Wanna Touch U There” to kompozycja stworzona przez Diane Warren, która napisała piosenki dla Toni Braxton, Céline Dion, czy Anastacii.

## Promocja
By promować krążek, wokalistka wystąpiła w roku 2003 na jednym koncercie o nazwie „Pop Meets Classic” sponsorowanym przez T-Online, niemieckiego operatora sieci komórkowej oraz internetowej. Show miał miejsce 24 stycznia 2003, zaś bilety na koncert były nagrodą dla zwycięzców konkursu zorganizowanego przez promotora. Przy okazji występów Connor wspomagała profesjonalna orkiestra. Wydarzenie transmitowane również było „na żywo” za pośrednictwem oficjalnej strony internetowej T-Online, gdzie oprócz zapisu koncertu dostępne były również wywiad oraz krótkie filmy z udziałem Sarah Connor. Występ został zarejestrowany oraz wydany w październiku 2003 na płycie DVD pod nazwą A Night to Remember.

## Single
- Pierwszym singlem promującym krążek stał się utwór „One Nite Stand (of Wolves and Sheep)” wydany na rynki muzyczne dnia 2 września 2002. Kompozycja wyprodukowana została przez Wyclefa Jeana oraz gościnnie zawiera jego wokal[7]. Teledysk do klipu przedstawia wokalistkę wraz z Jeanem, którzy jako para wybierają się nocą do klubu. W czasie trwania zabawy ludzie przebywający na parceli zmieniają się w wilkołaki. Wyclef broni Connor przed ludźmi, razem uciekając z miejsca na motocyklu. Singel zyskał umiarkowany sukces zajmując pozycje w Top 20 oficjalnych notowań w Austrii, Holandii, Niemczech oraz Szwajcarii.
- Ballada „Skin on Skin” wydana została jako drugi singel promujący wydawnictwo dnia 4 listopada 2002[8]. Do utworu nagrany został teledysk, który przedstawia wokalistkę leżącą na plaży oraz jeżdżącą konno. Klip utrzymany jest w prostocie i melancholii. Kompozycja zyskała sukces w kilku krajach Europy zajmując pozycje w Top 10 oficjalnych austriackich i niemieckich zestawień, zaś miejsca w Top 40 na notowaniach w Holandii oraz Szwajcarii.
- Trzecim singlem prezentującym krążek została piosenka „He’s Unbelievable” wydana na rynki muzyczne dnia 23 marca 2003[9]. Kompozycja nie zyskała na pożądanej popularności zajmując pozycje w Top 50 oficjalnych notowań w Austrii, Holandii, Niemczech oraz Szwajcarii. Singel pojawił się również w zestawieniu UK Singles Chart, gdzie jako najwyższe osiągnął miejsce #86.[10]
- Czwarty singel promujący krążek to utwór „Bounce” wydany na światowe rynki muzyczne dnia 21 lipca 2003[11]. By promować kompozycję, nagrano teledysk ukazujący zemstę wokalistki na jej byłym chłopaku poprzez celowe zniszczenie samochodu mężczyzny. Klip nagrany został w dwóch wersjach – europejskiej oraz amerykańskiej. Singel zyskał umiarkowany sukces w krajach niemieckojęzycznych, zajmując pozycje w Top 20 tamtejszych notowań[12]. Piosenka wydana została na rynki muzyczne w Wielkiej Brytanii, gdzie utwór osiągnął jako najwyższe miejsce #14[12] oraz w Stanach Zjednoczonych, jednak nie jako singel promujący album Unbelievable, lecz międzynarodową kompilację wokalistki o nazwie Sarah Connor.

| Rok  | Singel                                 | Album        | Pozycje na listach | Pozycje na listach | Pozycje na listach | Pozycje na listach | Pozycje na listach |
| Rok  | Singel                                 | Album        | GER                | AUT                | SWI                | UK                 | NLD                |
| ---- | -------------------------------------- | ------------ | ------------------ | ------------------ | ------------------ | ------------------ | ------------------ |
| 2002 | „One Nite Stand (of Wolves and Sheep)” | Unbelievable | 5                  | 12                 | 16                 | –                  | 20                 |
| 2002 | „Skin on Skin”                         | Unbelievable | 5                  | 8                  | 16                 | –                  | 37                 |
| 2003 | „He’s Unbelievable”                    | Unbelievable | 16                 | 12                 | 50                 | 86                 | 49                 |
| 2003 | „Bounce”                               | Unbelievable | 12                 | 20                 | 14                 | 14                 | –                  |

## Lista utworów
1. „One Nite Stand (of Wolves and Sheep)” (featuring Wyclef Jean) (Sarah Connor, Jerry Duplessis, O.G. Fortuna, Wyclef Jean) – 3:58
2. „He’s Unbelievable” (Rob Tyger, Kay Denar) – 4:20
3. „I Wanna Touch U There” (Diane Warren) – 3:25
4. „The Loving Permission” (Rob Tyger, Kay Denar) – 4:50
5. „Where Did You Sleep Last Nite?” (Sarah Connor, Rob Tyger, Kay Denar) – 4:53
6. „Bounce” (Bülent Aris, Toni Cottura, Anthony Freeman) – 4:12
7. „Skin on Skin” (Rob Tyger, Kay Denar) – 4:44
8. „Wait 'Til You Hear from Me” (Rob Tyger, Kay Denar) – 4:19
9. „1 + 1 = 2” (Rob Tyger, Kay Denar) – 5:02
10. „Put Your Eyez on Me” (Rob Tyger, Kay Denar) – 4:04
11. „That's the Way I Am” (June Rollocks, Bülent Aris, Thomas Berlin, Frank Dursthoff) – 3:34
12. „Beautiful” (Bülent Aris, Thomas Berlin, Frank Dursthoff, June Rollocks) – 4:14
13. „That Girl” (Rob Tyger, Kay Denar) – 3:18
14. „Sweet Thang” (Rob Tyger, Kay Denar) – 4:05
15. „Make My Day” (The Hitman, Mekong Age, Rufi-Oh) – 3:35
16. „Teach U Tonite” (Rob Tyger, Kay Denar) – 4:29

Europejskie utwory bonusowe
1. „Better Half” (Rob Tyger, Kay Denar) – 3:45
2. „10,000 Feet” (Rob Tyger, Kay Denar) – 4:15

## Pozycje na listach
| Lista sprzedaży (2002)                    | Najwyższa pozycja |
| ----------------------------------------- | ----------------- |
| Austria IFPI Albums Chart                 | 21                |
| Finlandia IFPI Albums Chart               | 21                |
| Niemcy IFPI Albums Chart                  | 10                |
| Polska ZPAV Albums Chart                  | 22                |
| Portugalia IFPI Album Charts Albums Chart | 8                 |
| Szwajcaria IFPI Albums Chart              | 19                |

### Certyfikaty
| Państwo    | Certyfikat                                   |
| ---------- | -------------------------------------------- |
| Niemcy     | Złota płyta Sprzedaż: 100.000 egzemplarzy    |
| Szwajcaria | Platynowa płyta Sprzedaż: 30.000 egzemplarzy |